# 天城隧道

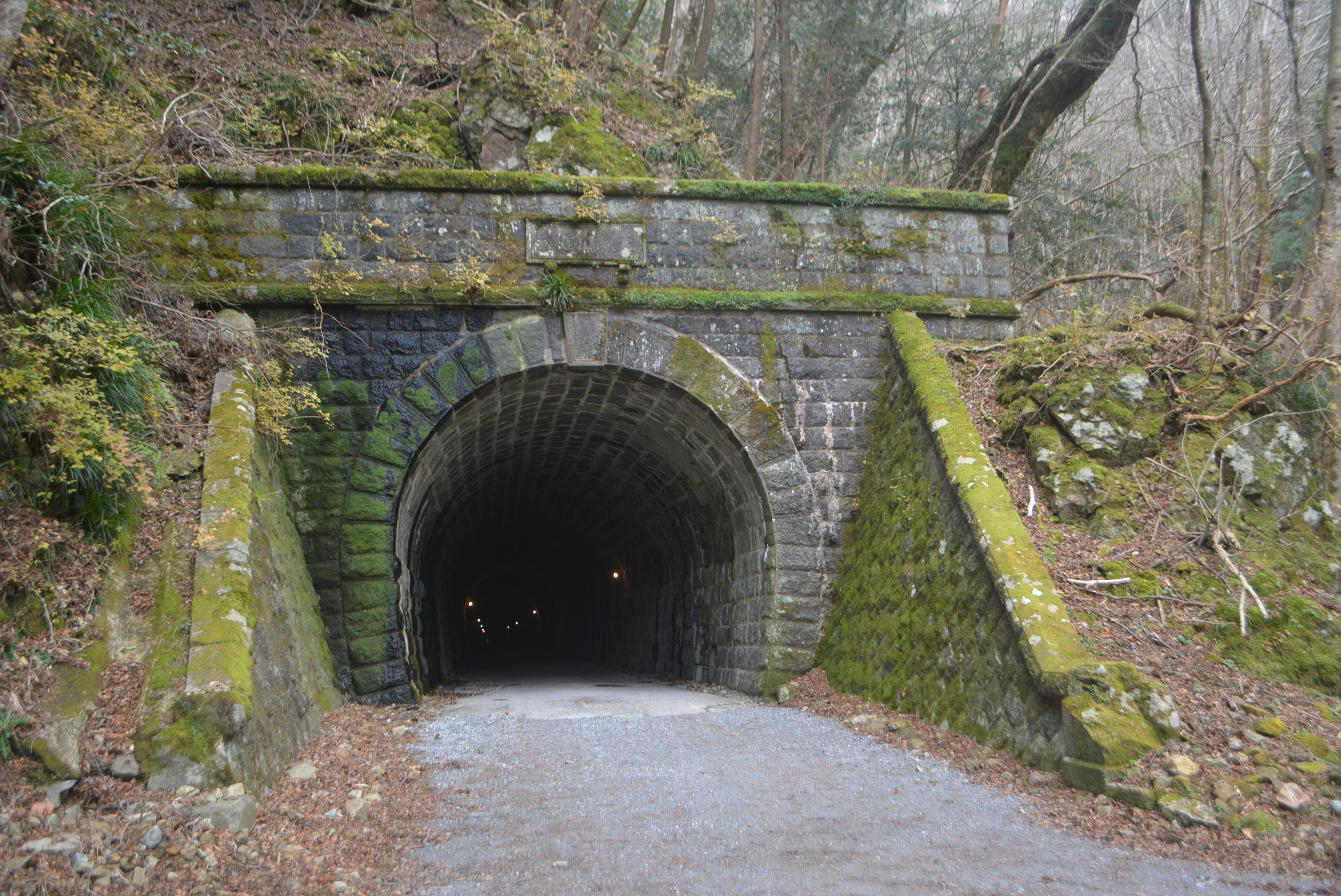
旧天城隧道的隧道口

天城隧道（日语：／ Amagi Tonneru）是日本静冈县的一座公路隧道，穿过天城山的天城峠，为日本国道414号使用。当前的隧道为第二代隧道，也称为新天城隧道（日语：／），长800米，1970年竣工。第一代隧道，也称为天城山隧道（日语：／）长445.5米，1905年建成通车。